# Volksabstimmung über das Staatsoberhaupt des Deutschen Reichs

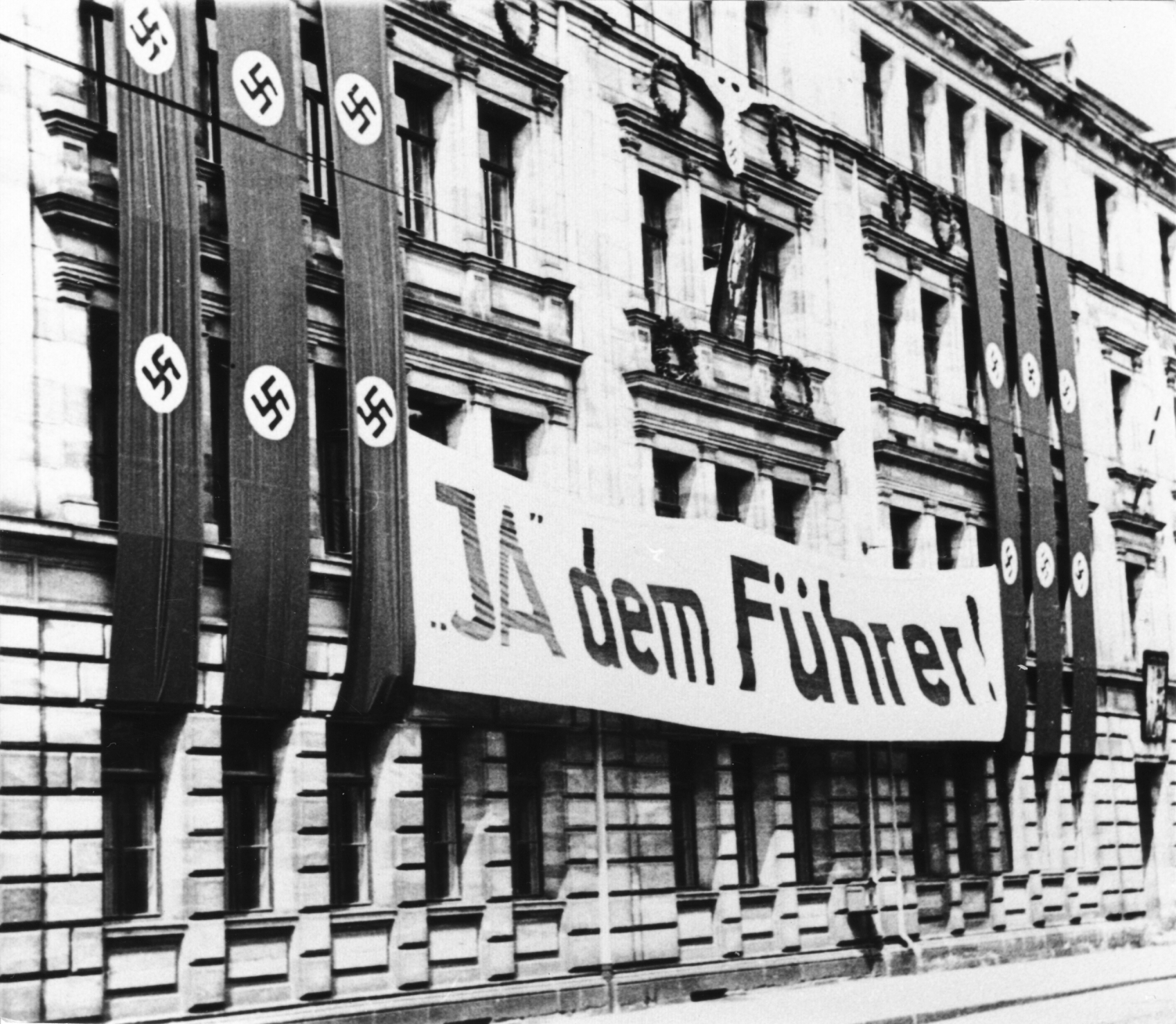
Banner im Sommer 1934 an einem Schulhaus in Fürth:
„JA“ dem Führer!

Die Volksabstimmung über das Staatsoberhaupt des Deutschen Reichs fand am 19. August 1934, nur wenige Wochen nach dem Tod des letzten Reichspräsidenten und Staatsoberhaupts Paul von Hindenburg, statt. Der damalige Reichskanzler Adolf Hitler ließ sich im Nachhinein von der deutschen Bevölkerung die Zusammenlegung der Ämter des Reichskanzlers und des Reichspräsidenten auf seine Person als Führer und Reichskanzler bestätigen. Die nicht unter freien Bedingungen abgehaltene Abstimmung im NS-Staat ergab mit 89,93 % ‚Ja‘-Stimmen eine deutliche Zustimmung, diese blieb jedoch hinter den Erwartungen der Nationalsozialisten zurück und fiel geringer aus als bei der vorigen Volksabstimmung im November 1933.

## Rechtliche Rahmenbedingungen
Am 14. Juli 1933 erließ die Regierung Hitler das Gesetz über Volksabstimmung. Damit war die rechtliche Grundlage geschaffen, damit die Reichsregierung das Volk zu „beabsichtigten Maßnahmen“ befragen konnte, wobei es sich hierbei auch um Gesetze handeln konnte (§ 1) und stets die einfache Mehrheit der abgegebenen gültigen Stimmen entscheiden sollte (§ 2). In Verbindung mit dem zuvor bereits erlassenen Ermächtigungsgesetz und dem Verbot und der Verfolgung ihrer politischen Gegner konnte das nationalsozialistische Regime nach freiem Belieben Volksabstimmungen ansetzen, zu denen keine Opposition erlaubt war. Auch wenn es formal möglich war, bei den Abstimmungen mit ‚Nein‘ zu stimmen, war dies stets mit dem Risiko von Bestrafung verbunden. Unter diesen unfreien Bedingungen kam den Volksabstimmungen im nationalsozialistischen Führerstaat die Funktion einer Akklamation zu, mit der die scheinbare Einheit zwischen der Regierung der NSDAP und der von ihr propagierten Volksgemeinschaft nach innen und außen demonstriert werden sollte.
Das Instrument der Volksabstimmung war von den Nationalsozialisten erstmals im November 1933 genutzt worden, um den Austritt aus dem Völkerbund außenpolitisch zu legitimieren. Die sehr hohe Zustimmung von 95,08 % der gültigen Stimmen wurde allgemein als großer Erfolg der Hitlerregierung wahrgenommen und bestärkte diese darin, das Instrument Volksabstimmung erneut einzusetzen.

## Politische Ausgangssituation
Nach der Ernennung von Hitler zum Reichskanzler am 30. Januar 1933 begannen die Nationalsozialisten mit der Machtergreifung und der schrittweisen Beseitigung der Republik. Durch diverse Verordnungen wurden zunächst die Pressefreiheit und die Grundrechte eingeschränkt. Vor und nach der Reichstagswahl vom 5. März 1933 setzten die Nationalsozialisten Gewalt und politischen Terror gegen die anderen Parteien ein und erreichten schließlich auf diese Weise im Reichstag eine Zweidrittelmehrheit für ihr Ermächtigungsgesetz vom 24. März 1933. Hierdurch erlangte die Reichsregierung selbst Gesetzgebungskompetenz und der letzte pluralistisch zusammengesetzte Reichstag wurde effektiv ausgeschaltet. Mit dem Gleichschaltungsgesetz vom 31. März 1933 wurden die Kräfteverhältnisse des Reichstags auf die Länder und Kommunen übertragen, was den Nationalsozialisten auf einen Schlag eine Mehrheit in allen gewählten Vertretungen Deutschlands verschaffte. In den folgenden Monaten zerschlugen die Nationalsozialisten systematisch alle oppositionellen Organisationen und verboten schließlich alle anderen Parteien. Im November 1933 fand eine weitere Reichstagswahl statt, bei der nur noch die NSDAP zur Wahl stand.
Während die Nationalsozialisten ihre innenpolitische Agenda weitgehend umsetzen konnten, scheiterten sie außenpolitisch mit ihren Vorstellungen bei der Abrüstungskonferenz von Genf. Um dies zu kompensieren, setzten sie zusammen mit der Reichstagswahl eine Volksabstimmung zum bereits erfolgten Austritt aus dem Völkerbund an, bei der das Regime eine sehr hohe Zustimmung erhielt. Die Nationalsozialisten bewerteten die erste Volksabstimmung als großen Triumph und Hitler äußerte sich im Nachgang verschiedentlich, dass er das deutsche Volk nun jedes Jahr auf diese Weise befragen wolle.
Mit dem Gesetz über den Neuaufbau des Reichs vom 30. Januar 1934 wurden die föderalistischen Strukturen der Länder beseitigt, der Reichsrat nur zwei Wochen später am 14. Februar 1934 aufgelöst. Nach der Ausschaltung ihrer Gegner ermordete die Hitler-Regierung im Juni/Juli 1934 im sogenannten Röhm-Putsch zahlreiche Oppositionelle im rechten Spektrum und in den eigenen Reihen. Im Sommer 1934 gehörte das Amt des Reichspräsidenten, mit dem zuletzt 1932 vom Volk direkt gewählten Paul von Hindenburg als Amtsinhaber, zu den letzten bestehenden republikanischen Säulen des Staates. Es scheint sicher, dass der engste Kreis um Hitler bereits im Sommer 1933 die Absicht hatte, die Ämter von Reichspräsident und Reichskanzler nach dem Tod von Hindenburgs miteinander zu verschmelzen.

## Der Weg zur Volksabstimmung
Am 1. August 1934, als der baldige Tod von Reichspräsident von Hindenburg bereits absehbar war, beschloss die Reichsregierung das Gesetz über das Staatsoberhaupt des Deutschen Reichs und fertigte es noch am selben Tag aus. Das Gesetz sah in § 1 eine Vereinigung des Amtes des Reichspräsidenten mit dem des Reichskanzlers vor. In § 2 wurde als aufschiebende Bedingung festgelegt, dass das Gesetz erst nach dem Ableben des amtierenden Reichspräsidenten von Hindenburg in Kraft trete. Bei seiner Bekanntmachung am 2. August 1934 war genau dies bereits eingetreten – der Reichspräsident war um 9 Uhr morgens im Alter von 86 Jahren auf Gut Neudeck verstorben. Gleichwohl legte Hitler noch am selben Abend in einer Ministerbesprechung fest, dass über den Vollzug des Gesetzes in einer Volksabstimmung zu entscheiden sei. Aufgrund des Gesetzes über das Staatsoberhaupt vom 2. August hatte Reichswehrminister Werner von Blomberg „die sofortige Vereidigung der Soldaten der Wehrmacht auf den Führer des Deutschen Reiches und Volkes Adolf Hitler befohlen“.
Am 3. August wandte sich Hitler mit einem Erlass an den Reichsinnenminister Frick, in dem er die Volksabstimmung anordnete. Der Erlass wurde umgesetzt und der 19. August 1934 als Tag der Abstimmung festgelegt.
Die kurze Frist von etwa zwei Wochen bis zur Abstimmung wurde von den Nationalsozialisten intensiv für das Werben um eine Zustimmung zum Gesetzentwurf genutzt. So erschienen beispielsweise im Völkischen Beobachter unter anderem Aufrufe von Kulturschaffenden (18. August) und aus der Wissenschaft (19. August), die sich für das Vorhaben aussprachen.
Am 13. August begann der deutsche Rundfunk mit der Ausstrahlung sogenannter Kurzparolen. Bis zum 19. August wurden viermal am Tag „Drei Minuten Kurzparolen“ gesendet: 

„Es sprechen Persönlichkeiten aus allen Lebensschichten der Bevölkerung, zunächst die Minister, dann aber auch aktive Sportler, wie Hans Stuck, Otto Peltzer und Hannes Sobek. Ferner sind Literatur und Bühne vertreten durch Hans Friedrich Blunck, Rainer Maria Schlösser und Heinrich George. Die Wirtschaft vertritt Herr Krupp v. Bohlen und Halbach und Dr. Dorpmüller. Um den Eindruck noch zu vergrößern, ist auch der Vater des ermordeten Nationalsozialisten Norkus aufgeboten worden. Ferner sprechen Winifred Wagner, Oberst v. Hindenburg, Professor Hans Pfitzner, Professor Sauerbruch, Dr. Schacht, Hugo Eckener, Baldur von Schirach, General Litzmann und Prinz August Wilhelm.“

Aufgrund der politischen Unterdrückung der Opposition war ein effektiver Abstimmungskampf gegen das Gesetz nicht möglich.

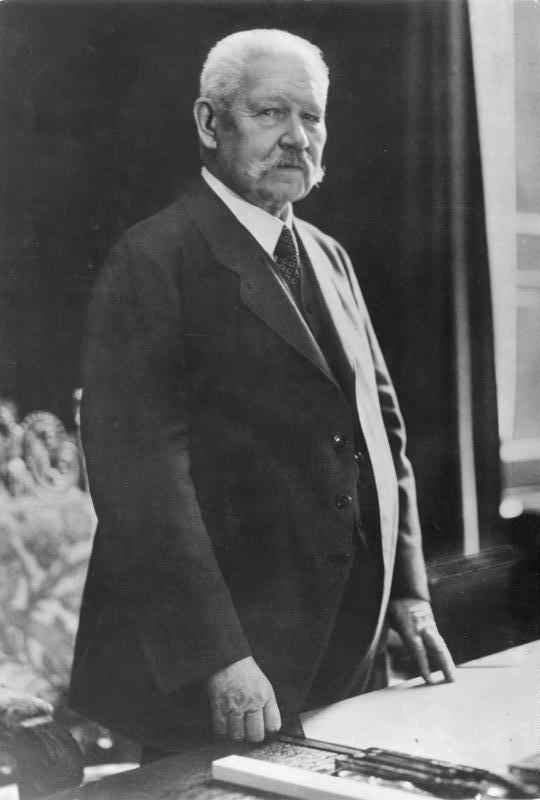
Paul von Hindenburg (1932), Reichspräsident von 1925 bis 1934
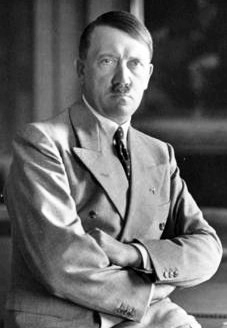
Adolf Hitler (1933), Führer und Reichskanzler von 1934 bis 1945
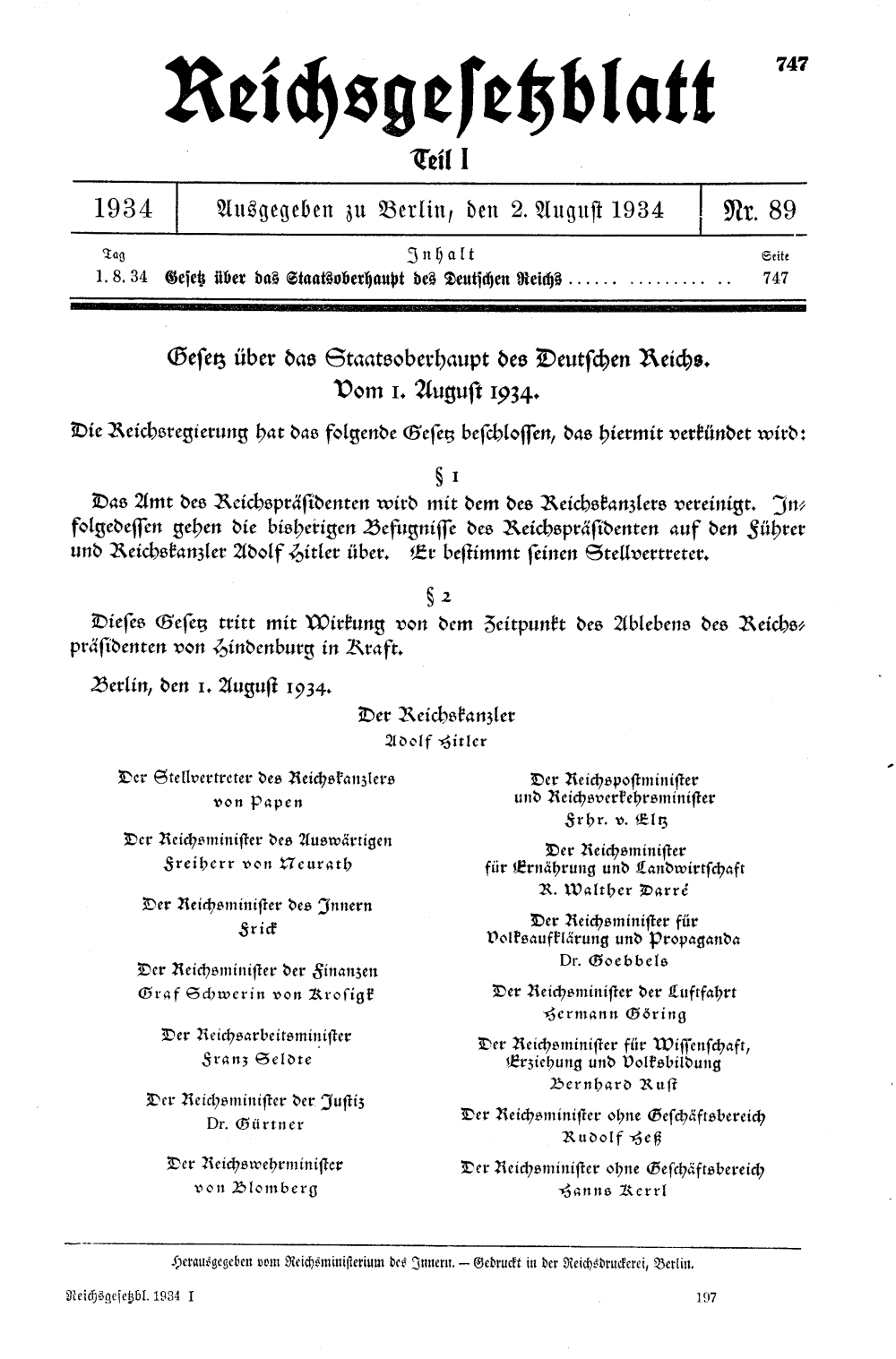
Reichsgesetzblatt vom 2. August 1934: Gesetz über das Staatsoberhaupt des Deutschen Reichs
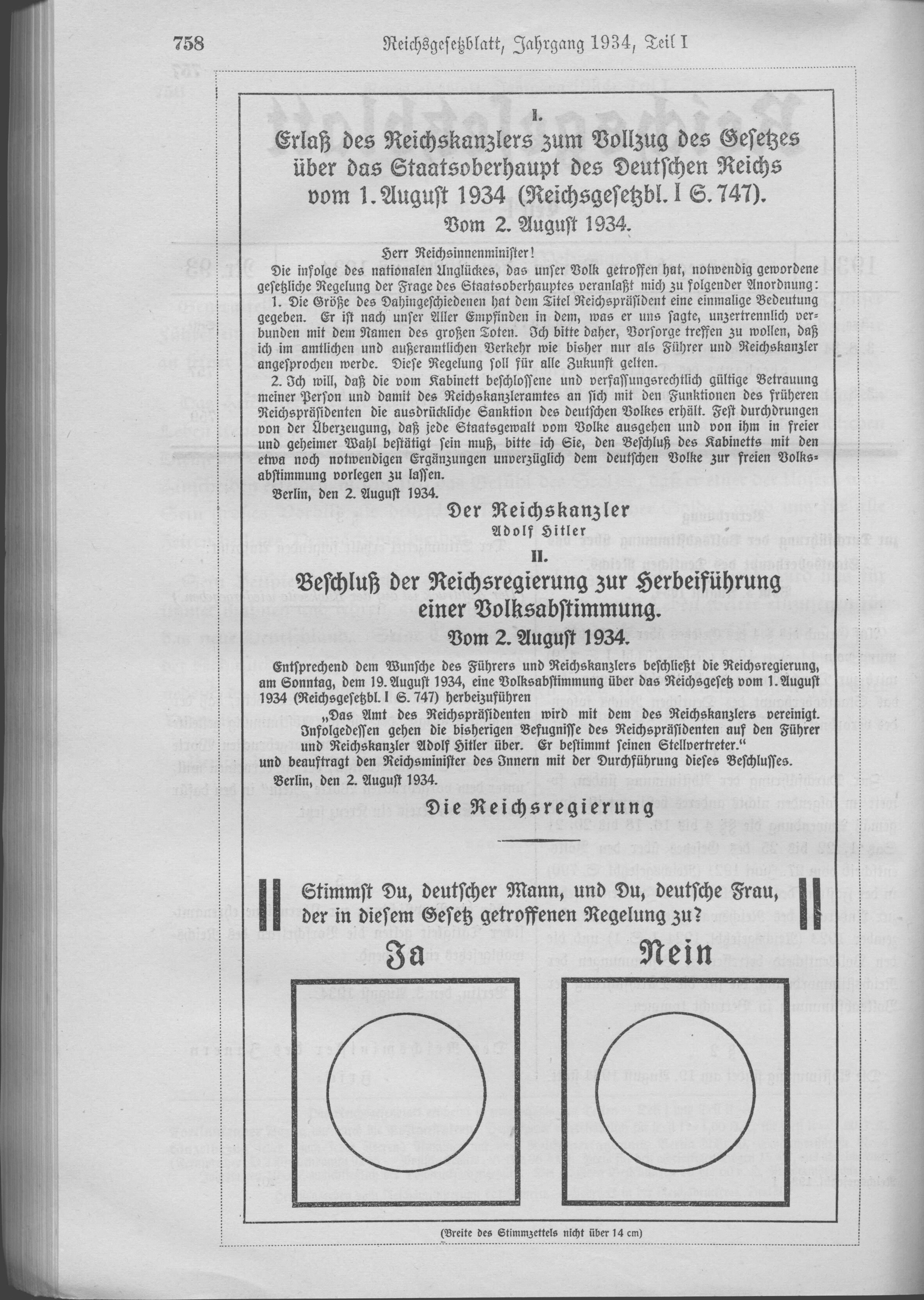
Bekanntmachung des Stimmzettels im Reichsgesetzblatt (1934, Teil I, S. 758)

## Abstimmungsfrage und Ergebnis
Die Abstimmung wurde in der Durchführungsverordnung vom 3. August 1934 geregelt. Während bei der ersten Volksabstimmung im November 1933 die Durchführung in insgesamt vier Verordnungen geregelt worden war und mitunter sehr kleinteilig geriet, enthielt die Durchführungsverordnung von 1934 nur fünf Paragraphen mit dem Stimmzettelmuster. Auf dem Stimmzettel war zunächst der Erlass des Reichskanzlers vom 2. August im Volltext abgedruckt, sodann der § 1 des Gesetzesbeschlusses der Reichsregierung über das Staatsoberhaupt vom 2. August 1934. Es folgte die eigentliche Abstimmungsfrage, die den Gegenstand der Volksabstimmung nur noch indirekt wiedergab. Den Abschluss bildeten zwei gleich große Kreise zum Ankreuzen, links mit der Überschrift ‚Ja‘ und rechts mit der Überschrift ‚Nein‘, jeweils gerahmt in gleich großen Quadraten.
Die Volksabstimmung fand am Sonntag, den 19. August 1934, statt. Es war die einzige reichsweite Abstimmung in der Zeit des Nationalsozialismus, die nicht mit einer Wahl zusammengelegt war. Die Abstimmungsfrage auf dem Stimmzettel lautete:

„[Das Amt des Reichspräsidenten wird mit dem des Reichskanzlers vereinigt. Infolgedessen gehen die bisherigen Befugnisse des Reichspräsidenten auf den Führer und Reichskanzler Adolf Hitler über. Er bestimmt seinen Stellvertreter.] […] Stimmst Du, deutscher Mann, und Du, deutsche Frau, der in diesem Gesetz getroffenen Regelung zu?“

Das amtliche Endergebnis lautete:
| Stimmverteilung Volksabstimmung | Stimmverteilung Volksabstimmung | Stimmverteilung Volksabstimmung | Stimmverteilung Volksabstimmung | Stimmverteilung Volksabstimmung | Stimmverteilung Volksabstimmung | Stimmverteilung Volksabstimmung | Stimmverteilung Volksabstimmung | Stimmverteilung Volksabstimmung | Stimmverteilung Volksabstimmung | Stimmverteilung Volksabstimmung | Stimmverteilung Volksabstimmung | Stimmverteilung Volksabstimmung | Stimmverteilung Volksabstimmung | Stimmverteilung Volksabstimmung |
| Nr.                             | Stimmkreis                      | Stimmberechtigte (a)            | abgegebene Stimmen (b)          | abgegebene Stimmen (b)          | ungültige Stimmen               | ungültige Stimmen               | gültige Stimmen (c)             | gültige Stimmen (c)             | gültige Stimmen (c)             | gültige Stimmen (c)             | gültige Stimmen (c)             | gültige Stimmen (c)             | gültige Stimmen (c)             | gültige Stimmen (c)             |
| Nr.                             | Stimmkreis                      | Stimmberechtigte (a)            | abgegebene Stimmen (b)          | abgegebene Stimmen (b)          | ungültige Stimmen               | ungültige Stimmen               | Ja-Stimmen                      | Ja-Stimmen                      | Ja-Stimmen                      | Ja-Stimmen                      | Nein-Stimmen                    | Nein-Stimmen                    | Nein-Stimmen                    | Nein-Stimmen                    |
| Nr.                             | Stimmkreis                      | Anzahl                          | Anzahl                          | Anteil (a)                      | Anzahl                          | Anteil (b)                      | Anzahl                          | Anteil (c)                      | Anteil (b)                      | Anteil (a)                      | Anzahl                          | Anteil (c)                      | Anteil (b)                      | Anteil (a)                      |
| Deutsches Reich                 | Deutsches Reich                 | 45.550.4020                     | 43.569.6950                     | 95,65 %                         | 873.7870                        | 2,01 %                          | 38.395.4790                     | 89,93 %                         | 88,12 %                         | 84,29 %                         | 4.300.4290                      | 10,07 %                         | 09,87 %                         | 09,44 %                         |
| ------------------------------- | ------------------------------- | ------------------------------- | ------------------------------- | ------------------------------- | ------------------------------- | ------------------------------- | ------------------------------- | ------------------------------- | ------------------------------- | ------------------------------- | ------------------------------- | ------------------------------- | ------------------------------- | ------------------------------- |
| 01                              | Ostpreußen                      | 1.502.812                       | 1.425.862                       | 94,88 %                         | 10.738                          | 0,75 %                          | 1.357.842                       | 95,95 %                         | 95,23 %                         | 90,35 %                         | 057.282                         | 04,05 %                         | 04,02 %                         | 03,81 %                         |
| 02                              | Berlin                          | 1.379.350                       | 1.254.161                       | 90,92 %                         | 32.746                          | 2,61 %                          | 0.995.199                       | 81,48 %                         | 79,35 %                         | 72,15 %                         | 226.216                         | 18,52 %                         | 18,04 %                         | 16,40 %                         |
| 03                              | Potsdam II                      | 1.455.077                       | 1.324.685                       | 91,04 %                         | 33.578                          | 2,53 %                          | 1.089.695                       | 84,40 %                         | 82,26 %                         | 74,89 %                         | 201.412                         | 15,60 %                         | 15,20 %                         | 13,84 %                         |
| 04                              | Potsdam I                       | 1.591.311                       | 1.523.214                       | 95,72 %                         | 28.278                          | 1,86 %                          | 1.340.262                       | 89,65 %                         | 87,99 %                         | 84,22 %                         | 154.674                         | 10,35 %                         | 10,15 %                         | 09,72 %                         |
| 05                              | Frankfurt a. d. O.              | 1.137.786                       | 1.104.026                       | 97,03 %                         | 13.924                          | 1,26 %                          | 1.031.689                       | 94,64 %                         | 93,45 %                         | 90,68 %                         | 058.413                         | 05,36 %                         | 05,29 %                         | 05,13 %                         |
| 06                              | Pommern                         | 1.356.617                       | 1.300.141                       | 95,84 %                         | 17.574                          | 1,35 %                          | 1.197.395                       | 93,36 %                         | 92,10 %                         | 88,26 %                         | 085.172                         | 06,64 %                         | 06,55 %                         | 06,28 %                         |
| 07                              | Breslau                         | 1.340.340                       | 1.262.846                       | 94,22 %                         | 22.944                          | 1,82 %                          | 1.122.219                       | 90,51 %                         | 88,86 %                         | 83,73 %                         | 117.683                         | 09,49 %                         | 09,32 %                         | 08,78 %                         |
| 08                              | Liegnitz                        | 0.867.017                       | 0.835.908                       | 96,41 %                         | 17.101                          | 2,05 %                          | 0.755.268                       | 92,24 %                         | 90,35 %                         | 87,11 %                         | 063.539                         | 07,76 %                         | 07,60 %                         | 07,33 %                         |
| 09                              | Oppeln                          | 0.913.329                       | 0.875.459                       | 95,85 %                         | 15.778                          | 1,80 %                          | 0.792.999                       | 92,24 %                         | 90,58 %                         | 86,83 %                         | 066.682                         | 07,76 %                         | 07,62 %                         | 07,30 %                         |
| 10                              | Magdeburg                       | 1.185.522                       | 1.148.287                       | 96,86 %                         | 21.877                          | 1,91 %                          | 1.026.554                       | 91,14 %                         | 89,40 %                         | 86,59 %                         | 099.856                         | 08,86 %                         | 08,70 %                         | 08,42 %                         |
| 11                              | Merseburg                       | 1.012.332                       | 0.982.628                       | 97,07 %                         | 19.498                          | 1,98 %                          | 0.884.377                       | 91,82 %                         | 90,00 %                         | 87,36 %                         | 078.753                         | 08,18 %                         | 08,01 %                         | 07,78 %                         |
| 12                              | Thüringen                       | 1.639.081                       | 1.588.343                       | 96,90 %                         | 33.107                          | 2,08 %                          | 1.433.433                       | 92,17 %                         | 90,25 %                         | 87,45 %                         | 121.803                         | 07,83 %                         | 07,67 %                         | 07,43 %                         |
| 13                              | Schleswig-Holstein              | 1.186.951                       | 1.122.494                       | 94,57 %                         | 25.168                          | 2,24 %                          | 0.952.646                       | 86,82 %                         | 84,87 %                         | 80,26 %                         | 144.680                         | 13,18 %                         | 12,89 %                         | 12,19 %                         |
| 14                              | Weser-Ems                       | 1.105.406                       | 1.040.451                       | 94,12 %                         | 27.256                          | 2,62 %                          | 0.875.907                       | 86,45 %                         | 84,19 %                         | 79,24 %                         | 137.288                         | 13,55 %                         | 13,20 %                         | 12,42 %                         |
| 15                              | Osthannover                     | 0.770.617                       | 0.734.871                       | 95,36 %                         | 11.922                          | 1,62 %                          | 0.661.434                       | 91,49 %                         | 90,01 %                         | 85,83 %                         | 061.515                         | 08,51 %                         | 08,37 %                         | 07,98 %                         |
| 16                              | Südhannover-Braunschweig        | 1.407.479                       | 1.351.233                       | 96,00 %                         | 21.851                          | 1,62 %                          | 1.217.938                       | 91,62 %                         | 90,14 %                         | 86,53 %                         | 111.444                         | 08,38 %                         | 08,25 %                         | 07,92 %                         |
| 17                              | Westfalen-Nord                  | 1.751.549                       | 1.663.492                       | 94,97 %                         | 47.921                          | 2,88 %                          | 1.360.104                       | 84,19 %                         | 81,76 %                         | 77,65 %                         | 255.467                         | 15,81 %                         | 15,36 %                         | 14,59 %                         |
| 18                              | Westfalen-Süd                   | 1.729.153                       | 1.652.428                       | 95,56 %                         | 35.566                          | 2,15 %                          | 1.407.713                       | 87,06 %                         | 85,19 %                         | 81,41 %                         | 209.149                         | 12,94 %                         | 12,66 %                         | 12,10 %                         |
| 19                              | Hessen-Nassau                   | 1.810.291                       | 1.749.355                       | 96,63 %                         | 30.309                          | 1,73 %                          | 1.572.556                       | 91,48 %                         | 89,89 %                         | 86,87 %                         | 146.490                         | 08,52 %                         | 08,37 %                         | 08,09 %                         |
| 20                              | Köln-Aachen                     | 1.576.854                       | 1.507.053                       | 95,57 %                         | 41.379                          | 2,75 %                          | 1.198.855                       | 81,80 %                         | 79,55 %                         | 76,03 %                         | 266.819                         | 18,20 %                         | 17,70 %                         | 16,92 %                         |
| 21                              | Koblenz-Trier                   | 0.906.273                       | 0.878.485                       | 96,93 %                         | 29.640                          | 3,37 %                          | 0.743.019                       | 87,53 %                         | 84,58 %                         | 81,99 %                         | 105.826                         | 12,47 %                         | 12,05 %                         | 11,68 %                         |
| 22                              | Düsseldorf-Ost                  | 1.510.278                       | 1.433.426                       | 94,91 %                         | 17.976                          | 1,25 %                          | 1.272.263                       | 89,88 %                         | 88,76 %                         | 84,24 %                         | 143.187                         | 10,12 %                         | 09,99 %                         | 09,48 %                         |
| 23                              | Düsseldorf-West                 | 1.263.858                       | 1.211.874                       | 95,89 %                         | 21.370                          | 1,76 %                          | 1.087.427                       | 91,34 %                         | 89,73 %                         | 86,04 %                         | 103.077                         | 08,66 %                         | 08,51 %                         | 08,16 %                         |
| 24                              | Oberbayern-Schwaben             | 1.955.641                       | 1.864.507                       | 95,34 %                         | 30.783                          | 1,65 %                          | 1.667.002                       | 90,91 %                         | 89,41 %                         | 85,24 %                         | 166.722                         | 09,09 %                         | 08,94 %                         | 08,53 %                         |
| 25                              | Niederbayern                    | 0.889.647                       | 0.847.980                       | 95,32 %                         | 15.633                          | 1,84 %                          | 0.770.908                       | 92,62 %                         | 90,91 %                         | 86,65 %                         | 061.439                         | 07,38 %                         | 07,25 %                         | 06,91 %                         |
| 26                              | Franken                         | 1.785.656                       | 1.739.446                       | 97,41 %                         | 31.191                          | 1,79 %                          | 1.619.136                       | 94,78 %                         | 93,08 %                         | 90,67 %                         | 089.119                         | 05,22 %                         | 05,12 %                         | 04,99 %                         |
| 27                              | Pfalz                           | 0.658.521                       | 0.648.573                       | 98,49 %                         | 04.264                          | 0,66 %                          | 0.622.456                       | 96,61 %                         | 95,97 %                         | 94,52 %                         | 021.853                         | 03,39 %                         | 03,37 %                         | 03,32 %                         |
| 28                              | Dresden-Bautzen                 | 1.379.016                       | 1.338.671                       | 97,07 %                         | 32.093                          | 2,40 %                          | 1.201.010                       | 91,92 %                         | 89,72 %                         | 87,09 %                         | 105.568                         | 08,08 %                         | 07,89 %                         | 07,66 %                         |
| 29                              | Leipzig                         | 0.952.219                       | 0.921.342                       | 96,76 %                         | 23.006                          | 2,50 %                          | 0.764.625                       | 85,12 %                         | 82,99 %                         | 80,30 %                         | 133.711                         | 14,88 %                         | 14,51 %                         | 14,04 %                         |
| 30                              | Chemnitz-Zwickau                | 1.361.877                       | 1.319.044                       | 96,85 %                         | 33.677                          | 2,55 %                          | 1.160.756                       | 90,31 %                         | 88,00 %                         | 85,23 %                         | 124.611                         | 09,69 %                         | 09,45 %                         | 09,15 %                         |
| 31                              | Württemberg                     | 1.896.246                       | 1.847.865                       | 97,45 %                         | 32.039                          | 1,73 %                          | 1.697.271                       | 93,47 %                         | 91,85 %                         | 89,51 %                         | 118.555                         | 06,53 %                         | 06,42 %                         | 06,25 %                         |
| 32                              | Baden                           | 1.664.406                       | 1.594.226                       | 95,78 %                         | 42.381                          | 2,66 %                          | 1.407.841                       | 90,72 %                         | 88,31 %                         | 84,59 %                         | 144.004                         | 09,28 %                         | 09,03 %                         | 08,65 %                         |
| 33                              | Hessen-Darmstadt                | 1.015.906                       | 0.973.502                       | 95,83 %                         | 19.730                          | 2,03 %                          | 0.863.967                       | 90,58 %                         | 88,75 %                         | 85,04 %                         | 089.805                         | 09,42 %                         | 09,22 %                         | 08,84 %                         |
| 34                              | Hamburg                         | 0.908.239                       | 0.849.265                       | 93,51 %                         | 21.527                          | 2,53 %                          | 0.659.013                       | 79,62 %                         | 77,60 %                         | 72,56 %                         | 168.725                         | 20,38 %                         | 19,87 %                         | 18,58 %                         |
| 35                              | Mecklenburg                     | 0.683.745                       | 0.654.552                       | 95,73 %                         | 09.962                          | 1,52 %                          | 0.584.700                       | 90,71 %                         | 89,33 %                         | 85,51 %                         | 059.890                         | 09,29 %                         | 09,15 %                         | 08,76 %                         |

## Deutung und Folgen

### Umstände der Abstimmung
Die Abstimmung verletzte die demokratischen Grundsätze umfassend und systematisch. Sie wurde in einem Klima der politischen Verfolgung und des Staatsterrors abgehalten, die ein faires Werben für eine Ablehnung des Gesetzentwurfs unmöglich machten. Teils war nachträglich feststellbar, wer mit ‚Nein‘ gestimmt hatte. So wurden beispielsweise in Bad Dirsdorf im Kreis Nimptsch in Schlesien am Tag nach der Abstimmung die Nein-Wähler bekannt gemacht.
Weiterhin ist verschiedentlich das Argument vorgebracht worden, dass die Abstimmung (ebenso wie bereits die vorherige Abstimmung im November 1933) nicht rechtmäßig gewesen sei. Schließlich sah das Gesetz über Volksabstimmung vor, dass über „beabsichtigte Maßnahmen“ abgestimmt werden konnte. Das Gesetz über das Staatsoberhaupt war jedoch zum Zeitpunkt der Abstimmung längst verkündet und in Kraft getreten – somit nicht mehr abstimmungsfähig. Ebenfalls wie bei der vorherigen Abstimmung unterließ es die Reichsregierung im Anschluss an die Abstimmung, das Ergebnis offiziell zu beurkunden oder zu verkünden.

### Ergebnisse
Vordergründig war die Volksabstimmung ein Erfolg für die nationalsozialistische Regierung: Die Befugnisse des bislang durch Volkswahl legitimierten Amtes des Reichspräsidenten gingen vollständig auf den Reichskanzler über. Unter der Bezeichnung Führer und Reichskanzler konnte Hitler fortan Reichsminister ernennen und entlassen, den Reichstag auflösen und wurde zum Oberbefehlshaber der gesamten Streitkräfte. Nach der Ausschaltung des Reichstags im Jahr 1933, des Reichsrats und der Länder (Januar 1934) war nun ein weiteres Verfassungsorgan der Republik aus dem Weg geräumt.
Im Vergleich zur Volksabstimmung von 1933 erschien den Nationalsozialisten das Abstimmungsergebnis jedoch unbefriedigend. Da unter den diktatorischen Bedingungen ohnehin kein Zweifel bestand, dass die Maßnahme angenommen werden würde, war für die Regierung und ihre Propaganda ein möglichst hohes Maß an Zustimmung der eigentlich wichtige Gradmesser. Auf dieser Ebene war unverkennbar, dass die verkündete Einheit von ‚Volk und Führer‘ hinter dem Anspruch der NSDAP zurückblieb. Unter unfreien und totalitären Rahmenbedingungen waren reichsweit 84,29 % ‚Ja‘-Stimmen gemessen an den Stimmberechtigten, lokal vor allem in größeren Städten weniger als 80 % (in Aachen, Berlin-Wilmersdorf und Berlin-Charlottenburg sogar weniger als 70 % Zustimmung), kein Erfolg. Die NS-Propaganda verbreitende Nachrichtenagentur Nationalsozialistische Parteikorrespondenz spielte das für sie enttäuschende Ergebnis herunter, indem sie es deutete als „willkommene[n] Hinweis auf die Arbeit, die für uns noch zu tun übrig bleibt“. Der Völkische Beobachter stellte gar fest, „daß in Leipzig und Hamburg noch einzelne Zellen des Kommunismus erhalten geblieben sind, denen der Staat weiterhin besondere Aufmerksamkeit widmen werde“.
Auch im Ausland fand das schlechte Ergebnis Beachtung. In Frankreich beispielsweise hatte es „allgemeine Ueberraschung hervorgerufen, da niemand mit der Möglichkeit einer so großen Zahl von Nein-Stimmen und Stimmenthaltungen gerechnet hatte“. In Österreich kommentierte man:

„Es muß noch immerhin als Wunder erscheinen, daß sich trotz Terror und Einschüchterung, trotz einer meisterhaften Propaganda, und trotz des gerade im rechten Augenblick aufgetauchten Hindenburg Testaments sich doch eine verhältnismäßig große Zahl von Neinsagern gefunden hat. Es ist müßig, sich die Frage vorzulegen, wie das Ergebnis ausgefallen wäre, wenn man das deutsche Volk nicht bereits vor eine vollendete und unabänderliche Tatsache gestellt und ihm eine wirkliche Freiheit der Wahl gelassen hätte. An dem gegenwärtigen Kurs des Hitler-Regimes wird das Ergebnis dieser ‚Volksabstimmung‘ ebensowenig ändern, wie es ein anderer Ausgang der Wahl vermocht hätte.“

„Geradezu Todesmut gehörte dazu, mit Nein zu stimmen, einen Stimmzettel zu verderben oder zu Hause zu bleiben. Wer so etwas getan hat, hat, kurz gesagt, seine Existenz, sein und seiner Angehörigen Leben riskiert. Ein Sechstel der deutschen Bevölkerung, in den Städten ein Drittel, hat diesen Mut der Verzweiflung aufgebracht!“

Nach Karl Dietrich Bracher waren die Ergebnisse aber trotz aller Einschränkungen aussagekräftig, er sah in den unterschiedlichen Ergebnissen den Ausdruck des Fortwirkens traditioneller Milieus, vor allem des Katholizismus und der Arbeiterbewegung. Über die Gründe des schlechten Ergebnisses ist vielfach spekuliert worden. Die Sopade meinte 1934 hingegen, den Beginn eines Abbröckelns der gesellschaftlichen Unterstützung für den Nationalsozialismus zu erkennen. Die NSDAP-Kader selbst führten das Ergebnis teils auf mangelhafte Propaganda oder verfehlte politische Entscheidungen zurück.
Es kann festgehalten werden, dass keine eindeutige Interpretation für die Ergebnisse vorliegt, die Gründe mögen vielfach lokaler Natur gewesen sein. Die Nationalsozialisten bevorzugten es jedenfalls offiziell vorrangig „technische“ Ursachen für das Ergebnis zu sehen. So sei die Zeit für die Vorbereitung der Volksabstimmung sehr knapp bemessen gewesen – vom Tod Hindenburgs bis zur Abstimmung vergingen gerade 17 Tage, darunter eine Woche Staatstrauer, was eine Mobilisierung schwieriger gemacht habe. Für künftige Wahlgänge und Abstimmungen wurde daher ein größerer Zeitraum für Propaganda eingeplant.

### Folgen
Nach der Begeisterung für das Instrument „Volksabstimmung“ im November 1933 führte das Ergebnis vom August 1934 dazu, dass das Hitler-Regime sich formal von ihm abwandte. Die nächste Volksabstimmung sollte erst 1938, im Zusammenhang mit dem Anschluss Österreichs zum Einsatz kommen. Die nationalsozialistische Propaganda hingegen bediente sich des Ausdrucks „Volksabstimmung“ weiterhin kräftig. So wurde beispielsweise die folgende Reichstagswahl von 1936 konsequent zur „Volksabstimmung“ umgedeutet – obwohl faktisch gar keine Abstimmung abgehalten wurde. Vom Sonderfall des Anschlusses Österreichs abgesehen, setzte das nationalsozialistische Regime fortan stets auf den Einparteien-Reichstag, um symbolisch besonders wichtige Entscheidungen propagandistisch zu inszenieren.